# Deadline 14/10
Deadline 14/10 is een fictiereeks van VTM die ook te zien is op de Antwerpse regionale zender ATV. De opnames zijn op 12 maart 2012 gestart en liepen tot en met 15 juni 2012; de uitzendingen vonden plaats in het najaar 2012.
De reeks speelt zich af in de setting van de Antwerpse gemeenteraadsverkiezingen, waar een populaire rechtse politicus (vertolkt door Peter Van den Begin) de strijd aangaat met de zittende burgemeester (vertolkt door Koen De Graeve). Critici waren van mening dat deze personages fel gebaseerd waren op respectievelijk Bart De Wever en Patrick Janssens, waardoor de reeks de daadwerkelijke verkiezingsstrijd - die ten tijde van de uitzendperiode liep - zou kunnen beïnvloed hebben. Acteur Koen De Bouw haalde de pers door openlijk een rol in de serie te weigeren.
Aanvankelijk zou Jakob Verbruggen de regie verzorgen, maar hij stapte vervroegd uit de productie om de BBC-minireeks The Fall te gaan maken. Maarten Moerkerke, gekend van onder meer Zone Stad, werd aangesteld als vervanger.
De serie telt acht afleveringen van 50 minuten die eerst op ATV werden uitgezonden. VTM startte later en bundelde de eerste twee en laatste twee afleveringen samen tot afleveringen van 100 minuten, zodat de serie versneld op zes avonden kon worden uitgezonden, voor het einde van de gemeenteraadsverkiezingen.
In april 2013 werd bevestigd dat er wegens het succes van de reeks een vervolg in de maak is. Deze zal Deadline 25/5 heten en draaien rond de regionale en Europese verkiezingen die plaatsvinden op 25 mei 2014. Charlotte Vandermeersch en Peter Van den Begin keren alvast terug in de cast en Maarten Moerkerke zit opnieuw in de regiestoel.

## Verhaal
Marianne Smidt, een jonge journaliste bij de Gazet van Antwerpen, verdiept zich in de zaak Lena Nijs. Na een huiselijke ruzie verdween het tienermeisje spoorloos. Onvermijdelijk springen de media massaal op het onrustwekkende verhaal, dat een doorn in het oog betekent voor zowel burgemeester Peter Van Laer als diens uitdager Bert Coenen. Op slechts enkele weken van de gemeenteraadsverkiezingen kunnen ze iedere vorm van politieke beïnvloeding die ze niet zelf in de hand hebben, immers missen als kiespijn.

## Rolverdeling

### Hoofdrollen
- Charlotte Vandermeersch - Marianne Smidt
- Koen De Graeve - Peter Van Laer
- Peter Van den Begin - Bert Coenen
- Robby Cleiren - Wim Geens
- Viv Van Dingenen - Veerle Goddaert
- Sven De Ridder - Ludo Nijs
- Hilde Heijnen - Sonja De Beuckelaer
- Begir Memeti - Commissaris Volkan Serter
- Dirk Van Dijck - Lex Segers
- Marc Lauwrys - Theo De Waard

### Nevenrollen
- Greet Verstraete - June
- Greg Timmermans - Vic Degraeve
- Michael Pas - Hoofdcommissaris Erwin Bulthé
- Gert Winckelmans - Johan De Keersmaeker
- Bram Van Outryve - Robbie Temmerman
- Francis Connelly - Seppe Roels
- Solana Onzia - Lena Nijs

### Gastacteurs
- Iwein Segers - Jean De Wit
- Kato Martens - Cato Mahieu
- Mark Vandenbos - Meneer Hanegreefs
- Arend Pinoy - Frederik Roels
- Bob De Moor - Reginald Smidt
- Karlijn Sileghem - Rita Poelmans
- Dahlia Pessemiers - Gemeenteraadslid
- Katrien Vandendries - Anouk
- An Vanderstighelen - Nadine Mahieu
- John Willaert - Diamantslijper
- Roos Van Vlaenderen - Christel Roels
- Jules Mastenbroek - Staf De Ruiter
- Ivan Pecnik - Bernard De Ley
- Rudy Morren - Nick Kesteloot
- Patrick De Neve - Karl Mullens
- Sofie Heyens - Nathalie Coenen
- Mathias Van Mieghem - Pieter-Jan Carpentier
- Sura Dohnke - Dorothée Shauwkens
- Benny De Nie - Harry Das
- Eefje Lips
- Louise Van den Driessche
- Rosita Huybrechts
- Marie Van Loock
- Karel Vingerhoets
- Julia Ghysels
- Eric Van Herreweghe
- Kaat Hellings
- Ellen Petri - Ilse Demeyere
- Nausikaa Droste - Charitydame

## Afleveringen
| Nr | Eerste uitzending VTM | Regie             | Scenario                                                           | Kijkcijfer VTM                                                               |
| -- | --------------------- | ----------------- | ------------------------------------------------------------------ | ---------------------------------------------------------------------------- |
| 1  | 2 september 2012      | Maarten Moerkerke | Rudy Morren Dirk Nielandt Nicholas Roelandts Pieter-Jan Verachtert | live: 711.448 (marktaandeel: 34,89%) live+6: 889.638 (marktaandeel: 38,4%)   |
| 2  | 2 september 2012      | Maarten Moerkerke | Rudy Morren Dirk Nielandt Nicholas Roelandts Pieter-Jan Verachtert | live: 711.448 (marktaandeel: 34,89%) live+6: 889.638 (marktaandeel: 38,4%)   |
| 3  | 9 september 2012      | Maarten Moerkerke | Rudy Morren Dirk Nielandt Nicholas Roelandts Pieter-Jan Verachtert | live: 762.102 (marktaandeel: 37,38%) live+6: 909.071 (marktaandeel: 40,6%)   |
| 4  | 16 september 2012     | Maarten Moerkerke | Rudy Morren Dirk Nielandt Nicholas Roelandts Pieter-Jan Verachtert | live: 842.109 (marktaandeel: 38,90%) live+6: 988.875 (marktaandeel: 41,7%)   |
| 5  | 23 september 2012     | Maarten Moerkerke | Rudy Morren Dirk Nielandt Nicholas Roelandts Pieter-Jan Verachtert | live: 919.320 (marktaandeel: 37,17%) live+6: 1.078.267 (marktaandeel: 39,9%) |
| 6  | 30 september 2012     | Maarten Moerkerke | Rudy Morren Dirk Nielandt Nicholas Roelandts Pieter-Jan Verachtert | live: 916.335 (marktaandeel: 38,07%) live+6: 1.103.690 (marktaandeel: 41,5%) |
| 7  | 7 oktober 2012        | Maarten Moerkerke | Rudy Morren Dirk Nielandt Nicholas Roelandts Pieter-Jan Verachtert | live: 901.042 (marktaandeel: 40,33%) live+6: 1.128.721 (marktaandeel: 44,1%) |
| 8  | 7 oktober 2012        | Maarten Moerkerke | Rudy Morren Dirk Nielandt Nicholas Roelandts Pieter-Jan Verachtert | live: 901.042 (marktaandeel: 40,33%) live+6: 1.128.721 (marktaandeel: 44,1%) |